# Kathedrale von Płock

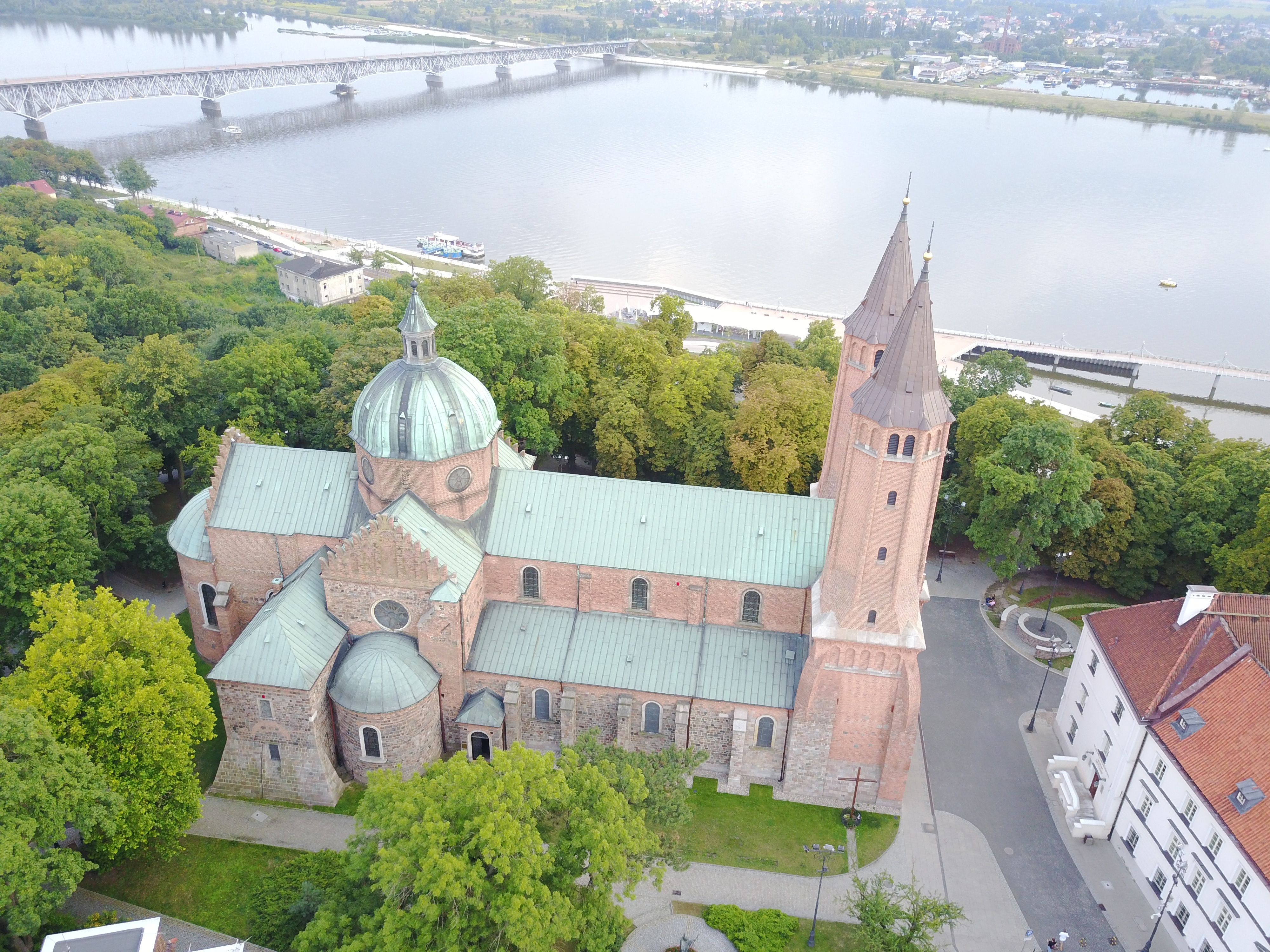
Kathedrale Płock

Die Kathedrale Mariä Himmelfahrt (polnisch Katedra Wniebowzięcia Najświętszej Maryi Panny) ist die Hauptkirche des Bistums Płock in der polnischen Stadt Płock.

## Geschichte

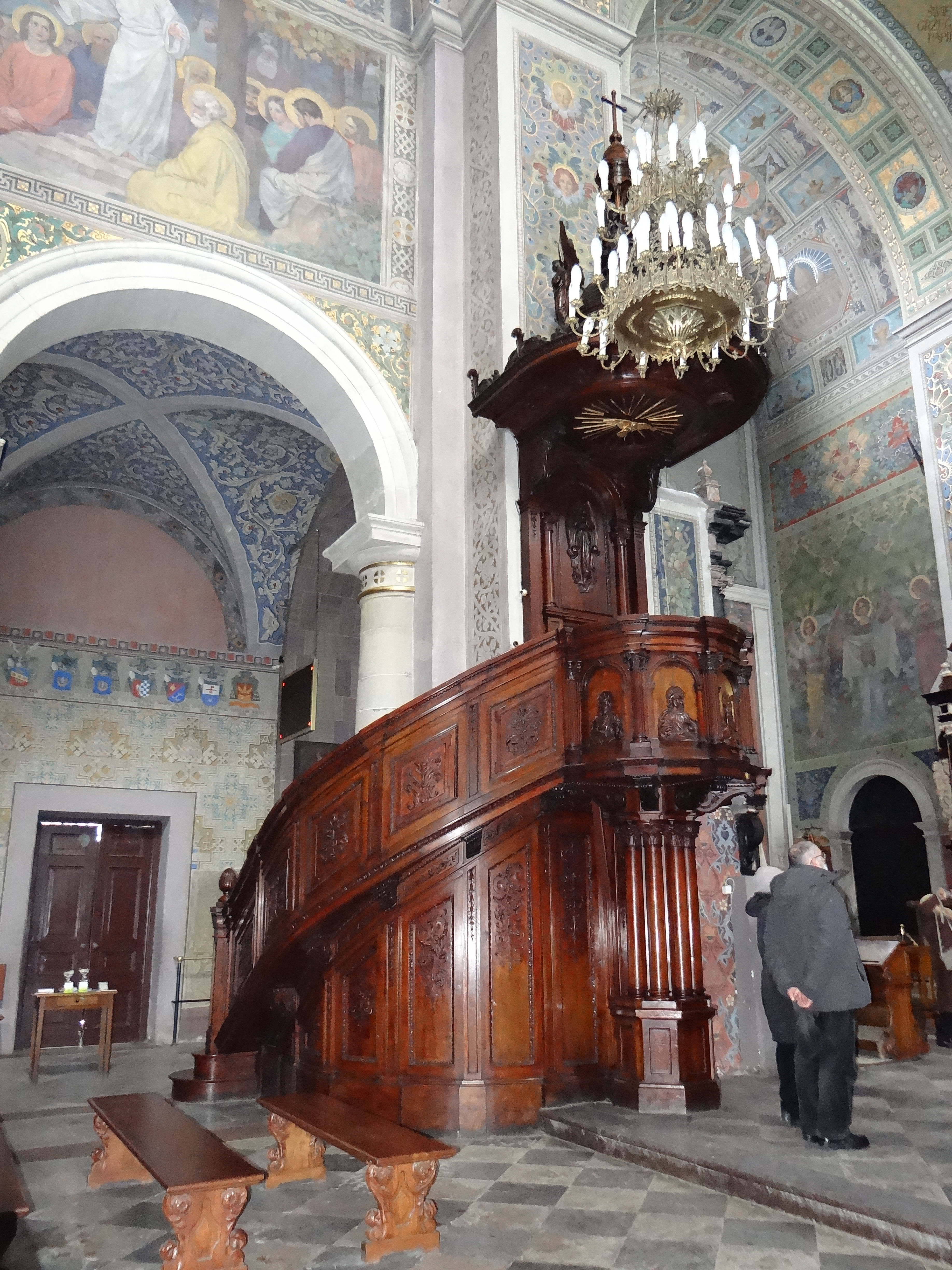
Kanzel

Der erste gemauerte Vorgängerbau der Kathedrale wurde auf Initiative des Bischofs Alexander von Malonne 1129 begonnen und im Jahre 1144 geweiht. Als bedeutendstes Ausstattungsstück wurden im Jahre 1156 Bronzetüren gefertigt, die im 13. oder 14. Jahrhundert nach ungeklärten Umständen nach Weliki Nowgorod gebracht wurden, wo sie sich noch heute befinden. 1981 wurde eine Kopie angefertigt und in der Kathedrale aufgestellt. Nach einem Brand wurde die Basilika im Jahre 1530 nach dem Entwurf italienischer Architekten im Renaissancestil wiederaufgebaut. Teil der Außenmauern stammen noch von dem in Bruchstein errichteten Vorgängerbau. Die Bauteile des 16. Jahrhunderts, darunter die Vierungskuppel und die Obergaden, sind aus Backstein. Vollendet wurde der Renaissancebau in den Jahren 1556 bis 1563 von Giovanni Battista aus Venedig.
Von 1784 bis 1787 wurde die Kathedrale unter Bischof Michał Poniatowski, dem Bruder des Königs Stanislaus II. August, klassizistisch umgestaltet.
Im Chor der Kathedrale wurden die polnischen Herrscher Władysław I. Herman und Bolesław III. Schiefmund bestattet, und nach ihrer Wiederentdeckung 1825 in Sarkophage in der seitdem als Königliche Kapelle bezeichneten Kapelle unter dem Nordturm überführt.
In den Jahren 1901–1903 wurde die baufällige Basilika vollkommen renoviert und umgestaltet, wobei man sich an dem ursprünglichen, in den Zeiten des Barocks und Klassizismus jedoch geänderten, Renaissance-Aussehen orientierte. Außerdem wurde dem Kirchenbau eine neuromanische Doppelturmfassade vorgeblendet, ebenfalls aus Backstein. Vom Beginn des Jahrhunderts stammt auch der überwiegende Teil der Ausstattung sowie die Polychromien der Wände und des Gewölbes.
Papst Pius X. erhob die Kathedrale im Jahre 1910 in den Rang einer Basilica minor. 1991 besuchte Papst Johannes Paul II. die Kathedrale.

## Ausstattung
Die Kathedrale von Płock verfügt über eine bedeutende Orgel aus dem 20. Jahrhundert, die dank der guten Akustik des Kircheninneren auch für Konzerte genutzt wird. Aus früheren Epochen konnten sich zahlreiche Epitaphien und Grabmäler erhalten. Von Bedeutung sind außerdem zwei barocke Altäre aus dem 18. Jahrhundert, alle anderen Altäre der Kirche stammen aus dem 19. Jahrhundert.
Teil des Kirchenschatzes sind ein Messkelch Herzogs Konrad von Masowien aus dem 13. Jahrhundert sowie eine Reliquienbüste des Heiligen Sigismund.